# 呉服町 (姫路市)
呉服町（ごふくまち）は、兵庫県姫路市の町名。住居表示未実施。郵便番号は670-0923。

## 地理
姫路市の中心市街地・内町に位置する。魚町通りの南北にあり、北に二階町、南に紺屋町がある。

## 歴史
堅町を隔てて恵美酒町の東にあり、西・中・東に分かれていた。西呉服町は古は紙屋町であった。

## 世帯数と人口
2021年（令和3年）12月31日現在の世帯数と人口は以下の通りである。
| 丁目   | 世帯数 | 人口 |
| ------ | ------ | ---- |
| 呉服町 | 25世帯 | 55人 |

### 世帯数と人口の遷移
『姫路市統計一斑 明治31-33年』（1902年印刷・発行）によれば、戸数、人口（1898年）は、西呉服町66・212、中呉服町91・263、東呉服町70・231である。『姫路誌』（1912年印刷・発行）によれば、西呉服町50・181、中呉服町97・311、東呉服町56・215である。2015年9月30日現在の世帯数・人口は30・68。

## 小・中学校の学区
市立小・中学校に通う場合、学区は以下の通りとなる。
| 番地 | 義務教育学校         |
| ---- | -------------------- |
| 全域 | 姫路市立白鷺小中学校 |

## 経済

### 産業
店・企業
- 一星商事（設立は1918年12月）[10]
- 井筒屋
- 割烹 白瀬
- 喫茶ミチ
- 高等進学塾姫路校
- 三商
- サン大松
- 清水印章堂
- 祐本医科器械
- テーラー吉田
- 東進衛星予備校姫路中央校
- ドトールコーヒーショップ姫路みゆき通り呉服町店
- 都屋クリーニング東呉服町店
- 姫路ミヤコ みゆき通り本店
- 姫路 麺哲
- 松尾学院
- 圓山呉服
- むつみ
- Reizm（リズム）いしもとおみぞ筋店
- 吉田商店
- 四谷大塚ネット松尾学院姫路本部校

金融機関
- 三井住友銀行姫路支店

かつて西呉服町に居住した商人など
- 貴金属工作の平野、酒類の山口、電気器具の坂元、薪炭の三木、料理の中山、旅館の阿部・山根、公債株式現物問屋の栗岡などがいた[11]。

かつて中呉服町に居住した商人など
- 料理業の衣笠[12]、鶏肉の衣笠、麺類の相野などがいた[11]。

かつて東呉服町に居住した商人など
- 和洋紙商の永井[12]、和洋雑貨商の天谷、酒類の梅津、合資会社黒田商店の黒田[13]などがいた[11]。

かつて存在した企業
- 西呉服町
  - 合資会社坂元商会 - 主な業務は電気工事請負業[14]。設立年月・1925年1月[14]。
- 中呉服町
  - 三八証券株式会社 - 主な業務は金銭貸付業[14]。設立年月・1936年10月[14]。
  - 男子専科ナイス
- 東呉服町
  - 合名会社藤田組工務所 - 主な業務は土地建築請負業[14]。設立年月・1932年1月[14]。
  - 株式会社山川工業所 - 主な業務は電気工事請負業[14]。設立年月・1932年1月[14]。

## 地域

### 健康
| 医療機関 - 空地内科院 - タキキタ歯科 - 田隅歯科医院 - 富岡医院 - 桃井整形外科 医師 - 黒田玄通（西呉服町） - 黒田壽作（東呉服町） - 近藤怐二（中呉服町） - 平松啓一（東呉服町） - 山本昌之助（東呉服町） | - 野間会計事務所 |

### 施設
| ビル、マンション - 芦田ビル - イシモトビル - えびすやビル - 呉服町アドバンスビル - 呉服町菊屋ビル - 空地ビル - 第2POSHビル - 高瀬ビル - 津田ビル - 野間ビル - ハトヤ第一ビル - フェリーチェ呉服町 - むつみビル - レボビル | 駐車場 - 呉服町スカイパーキング - 本庄パーキング |

## 出身・ゆかりのある人物
- 本庄藤次[10]（金貸業、一星商事代表取締役[10]、資産家[17]） - 住所は東呉服町[17]。
- 永井彦蔵（紙商、資産家）[17] - 住所は東呉服町[17]。